# هریسبورگ (آرکانزاس)
هریسبورگ (آرکانزاس) (به انگلیسی: Harrisburg, Arkansas) یک شهر در ایالات متحده آمریکا با جمعیت ۲٬۱۹۲ نفر است که در آرکانزاس واقع شده‌است.

## موقعیت جغرافیایی
موقعیت جغرافیایی شهرها و مناطق اطراف به شرح زیر است: